# Cailla
Cailla é uma comuna francesa na região administrativa de Occitânia, no departamento de Aude. Estende-se por uma área de 7,64 km². Em 2010 a comuna tinha 49 habitantes (densidade: 6,4 hab./km²).